# Brauhaus Faust
Pour les articles homonymes, voir Faust (homonymie).
Vous pouvez aider à l'améliorer ou bien discuter des problèmes sur sa page de discussion.
- Il ne cite pas suffisamment ses sources. Vous pouvez indiquer les passages à sourcer avec {{référence nécessaire}} ou {{Référence souhaitée}}, et inclure les références utiles en les liant aux notes de bas de page. (Marqué depuis avril 2021)
- Il contient une ou plusieurs listes. Le texte gagnerait à être rédigé sous la forme d’un ou plusieurs paragraphes synthétiques, afin d’être plus agréable à lire. (Marqué depuis avril 2021)

- Archive Wikiwix
- Bing
- Cairn
- DuckDuckGo
- E. Universalis
- Gallica
- Google
- G. Books
- G. News
- G. Scholar
- Persée
- Qwant
- (zh) Baidu
- (ru) Yandex
- (wd) trouver des œuvres sur Wikidata

La Brauhaus Faust OHG est une brasserie à Miltenberg, en Basse-Franconie.

## Histoire
La brasserie est fondée en 1654 par Kilian Francois Mathieu Servantaine, originaire de Suman, dans la région de Liège (la Belgique actuelle). En 1825, Georg Anton Krug reprend la brasserie. Il émigre à Milwaukee aux États-Unis en 1850 ; son fils August Krug fondera la Joseph Schlitz Brewing Company. En 1895, le maître-brasseur Johann Adalbert Faust devient l'unique propriétaire de la brasserie. La société est rebaptisée en juillet 1993 Löwenbrauerei Miltenberg in Brauhaus Faust.
Depuis 1996, la quatrième génération de Faust, Cornelius Faust et Johannes Faust, est responsable de la brasserie.

## Production
Spécialités
- Pils
- Export
- Kräusenbier (Naturtrübe)
- Natur-Radler
- Festbier (de mars à octobre)
- Winterfestbier (de novembre à février)
- Helles Hefeweizen
- Dunkles Hefeweizen
- Alkoholfreies Hefeweizen
- Doppelbock (d'octobre à avril)
- Schwarzviertler (Dunkles)
- Alkoholfreies Pils
- Bayrisch Hell (Helles)

Bières artisanales
- Johann Adalbert Hochzeitsbier (Dry Hoped Lager)
- Auswandererbier 1849 (Imperial IPA)
- Brauerreserve 1237 (Barley Wine)
- Jahrgangsbock (Vintage Strong Beer)
- Holzfassgereifter Eisbock (Ultra Strong Beer)